# آتشفشان فلورس
آتشفشان فلورس یا ولکان دِ فلورس (به اسپانیایی: Volcán de Flores) که با نام آتشفشان آمایو یا ولکان آمایو (به اسپانیایی: Volcán Amayo) نیز شناخته می‌شود، یکی از بزرگترین آتشفشان‌ها در مجموعه‌ای از آتشفشان‌های چینه‌ای کوچک واقع در جنوب شرقی گواتمالا است.

## مشخصات
آتشفشان فلورس با ۱۶۰۰ متر ارتفاع در ۱۰ کیلومتری غرب شهر خوتیاپا، در جنوب غربی ارتفاعات آتشفشانی جنوب شرقی گواتمالا قرار دارد. دامنهٔ شرقی این آتشفشان دارای دهانهٔ آتشفشانی کم‌عمقی است و مخروط‌هایی فرعی در کوهپایه‌های عمدتاً بازالتی جنوبی و شرقی آن ایجاد شده‌اند. همچنین در شمال شرقی کوهپایهٔ آتشفشان فلورس، جریان جوانی از گدازه دیده می‌شود. تاریخ آخرین فوران این آتشفشان مشخص نیست.